# Kogelbergia
Die Kogelbergia sind eine Pflanzengattung, die der Familie der Stilbaceae zugerechnet wird. Sie umfasst zwei Arten, die in Südafrika verbreitet sind.

## Beschreibung
Kogelbergia sind kleine, einstämmige oder Holzknollen bildende, mehrstämmige Sträucher. Die Laubblätter stehen in Wirteln aus fünf bis sieben, sie sind gefurcht und schmal lanzettlich-linealisch; sie stehen aufrecht, anliegend oder zurückgebogen.
Die Blütenstände sind aufsitzende, endständige, kugelförmige oder eiförmige Ähren. Die Blüten sind aufsitzend und werden von zwei gegenständigen Vorblättern begleitet. Die fünf Kelchblätter stehen entweder frei oder sind nur an der Basis röhrenförmig verwachsen. An der Spitze der Kelchblätter sind sie seidig behaart. Die Krone ist trichterförmig, fünflappig, auf der Außenseite unbehaart, aber auf der Innenseite der Kronlappen dicht filzig bis fransig behaart. Die Behaarung reicht nicht bis in den Schlund der Kronröhre. Die vier Staubblätter stehen über die Krone hinaus, die Staubbeutel sind dorsal fixiert und eiförmig. Der Fruchtknoten ist zweiseitig abgeflacht eiförmig, einfächrig und mit zwei basalen, aufrecht stehenden Samenanlagen versehen. Der Griffel ist drehrund und gerade.

## Systematik und Verbreitung
Innerhalb der Gattung werden zwei Arten unterschieden, die in der Westkap-Region Südafrikas verbreitet sind:
- Kogelbergia phylicoides (A.DC.) Rourke
- Kogelbergia verticillata (Eckl. & Zeyh.) Rourke